# Мулату Тешоме
Мулату Тешоме (англ. Mulatu Teshome, амх.  ሙላቱ ተሾመ; род. 1955, Оромия, Эфиопия) — избранный парламентом президент Эфиопии с 7 октября 2013 по 25 октября 2018 года.

## Биография
Мулату Тешоме родился в городе Арджо, провинция Велего (ныне — часть Оромии), (Эфиопская империя) в 1955 году (по некоторым данным, в 1956 году). Принадлежит к народу оромо. Учился в Пекинском университете, где изучал международное право и другие политические науки. Некоторое время преподавал за рубежом.
Является профессиональным дипломатом. Значительную часть своей жизни провёл за рубежом, работая в посольствах и консульствах Эфиопии. Занимал различные дипломатические посты. Был послом в Китае, Австралии, Японии и Турции. Непродолжительное время (с 2001 по 2003 годы) возглавлял Министерство сельского хозяйства и городского развития Эфиопии.
На состоявшихся 7 октября 2013 года выборах президента Эфиопии правящая партия Революционно-демократический фронт эфиопских народов выдвинула кандидатом на этот пост посла в Турции Мулату Тешоме и он победил.
У Мулату Тешоме есть сын.